# David-Augustin de Brueys
David-Augustin de Brueys (* 1640 in Aix-en-Provence, Département Bouches-du-Rhône; † 25. November 1723 in Montpellier, Département Hérault) war ein französischer Theologe und Theaterschriftsteller.

## Leben
De Brueys entstammte eine calvinistischen Familie und war schon früh dazu bestimmt, Theologie zu studieren. Bereits während seines Studiums begann er, kleinere Pamphlete zu verfassen.
Er setzte sich mit dem Werk Jacques Bénigne Bossuets auseinander und veröffentlichte 1681 eine Kritik darüber. Der Kontakt mit Bossuet bewirkte 1682 die Konversion De Brueys zum Katholizismus. Als Katholik wurde er ein glühender Verteidiger des katholischen Glaubens und ließ sich nach dem Tod seiner Frau zum Priester weihen. Er veröffentlichte eine Histoire du fanatisme de notre temps („Geschichte des Fanatismus unserer Zeit“, 1709–1713), in der er unter anderem die Verschwörungstheorie vertrat, die Calvinisten hätten sich unter der Führung
Wilhelms von Oranien, um gegen die französischen Katholiken zu kämpfen und ein antichristliches Reich zu errichten. Das Werk wurde bis 1755 fünfmal aufgelegt.
Neben seinen religiösen Schriften verfasste De Brueys auch – von Zeitgenossen vielgelobte – Theaterstücke, einige in Zusammenarbeit mit dem Dramatiker Jean Palaprat (1650–1721).
De Brueys fand in Montpellier seine letzte Ruhestätte.

## Werke (Auswahl)
Theologische Werke
- Résponse au livre de M. de Condom intitulé. Exposition de la doctrine catholique sur les matières de controverse. Edition Leers, Den Haag 1681.
- Examen des raisons qui ont donné lieu à la séparation des protestans. 1683.
  - Prüfung der Ursachen um welcher willen die Protestirende sich von der Catholischen Kirchen abgesondert haben. Rommerskirchen, Köln 1707.
- Traité de la sainte messe. Girin, Paris 1700 (EA Paris 1683).
- Traité de l’église. Mabre-Cramoisy, Paris 1686.
- Défense du culte extérieur de l’église catholique. Mabre-Cramoisy, Paris 1686.
- Traité de l’eucharistie. Mabre-Cramoisy, Paris 1686.
- Friedsame Gespräche Zweyer neu-angehenden Catholischen. Aus d. Frantzös. ins Teutsche übersetzet. ca. 1686
- Histoire du fanatisme de notre temps, et le dessein que l'on avoit de soulever en France les mécontens des calvinistes. Editions Muguet, Pairs 1692/1713 (4 Bde.).
- Traité du legitime usage de la raison principalement sur les objets de la foi. Coignard, Paris 1717.

Theaterstücke
- Le concert ridicule. Guillain, Paris 1689.
- Le sot toujours sot ou le marquis paysan. 1693.
- La force du sang. 1693.
- La belle mere. 1693.
- Les empiriques Comédie en trois actes. Paris 1697.
- Gabinie. Tragédie chrétienne. Paris 1699.
  - Die standhafte Christin Gabanie, welche unter der letztern zehenden schweresten Haupt-Verfolgung Kaisers Diocletian enthauptet worden. In einem christlichen Trauerspiel vorgestellet. Krauß, Wien 1757.
- L’avocat Patelin. Paris 1706.
  - Advokat Patelin. Ein Lustspiel in drei Handlungen. Schmidt & Donatius, Lübeck 1762.
- L’opiniatre Comédie en trois actes. Prault, Paris 1722.

Werkausgaben
- Les œuvres de théâtre de Messieurs Brueys et Palaprat. Briasson, Paris 1755 (3 Bde.).
- Œuvres choisies. 1812 (2 Bde.)